# 番仔園遺址
番仔園遺址主要發現在臺中市大甲區的頂店里以及外埔區大東里。位於海線鐵路的東側，陸軍靶場到大甲高工附近，高約海拔一百公尺，目前是大甲的第一公墓。

## 傳說
此地相傳曾是原住民(道卡斯族)居住，且鄭家政權屯田鐵砧山時曾在這裡和原住民作戰，故稱為番仔園。此外，附近的田螺是無尾的，相傳是田螺被剪尾煮食後，殼丟入田中又復活，所繁衍的後代。

## 文化內涵
此遺址距今約在一千五百年前，曾發現鐵刀；除此之外，陶器以印紋灰黑陶為主，石器則明顯減少。另外也有貝塚、骨角器、玻璃手鐲、玻璃珠、瑪瑙珠的出土。這個文化的墓葬方式是俯身葬，值得注意的是死者的頭部覆蓋著一個陶罐，與卑南遺址文化類似。